# Marek Szewalski
Marek Zygmunt (Stiessel) Szewalski (ur. 1 grudnia 1863, zm. 21 marca 1937 we Lwowie) – tytularny pułkownik administracji Wojska Polskiego.

## Życiorys
Urodził się 1 grudnia 1863. Był oficerem c. i k. armii. Równolegle na początku XX wieku działał w polskim ruchu sokolim. U kresu I wojny światowej w październiku 1918 współorganizował armię polską. Po odzyskaniu przez Polskę niepodległości w 1918 został przyjęty do Wojska Polskiego i zweryfikowany jako podpułkownik gospodarczy. Wziął udział w wojnie polsko-bolszewickiej, służąc w szeregach 6 Armii wraz ze swoimi synami. Później jako tytularny pułkownik przeniesiony w stan spoczynku zamieszkiwał we Lwowie. 26 października 1923 roku Prezydent RP Stanisław Wojciechowski zatwierdził go w stopniu tytularnego pułkownika gospodarczego. W 1934 roku pozostawał w ewidencji Powiatowej Komendy Uzupełnień Lwów Miasto. Zajmował wówczas 2. lokatę na liście starszeństwa tytularnych pułkowników stanu spoczynku administracji (starszeństwo z dniem 1 czerwca 1919 roku).
Zmarł 21 marca 1937 we Lwowie.
Jego żoną została Barbara Maria z domu Sellburger. Ich synami byli Stanisław (1902–1984), oficer artylerii), Stefan (major dyplomowany, doktor praw), Robert (1903–1993, żołnierz, uczony).